# 陶璽
陶璽（1433年—？），字廷用，山西平陽府絳州人，明朝政治人物。進士出身。

## 生平
山西鄉試第二十一名。天順八年（1464年）甲申科會試第一百三十一名，殿試登進士第三甲第五十八名。

## 家族
曾祖陶伯清。祖父陶春，贈員外郎。父亲陶銓，曾任禮部員外郎。